# TKB-408
O TKB-408 Korobov foi um protótipo de fuzil de assalto bullpup do projetista soviético German A. Korobov apresentado em 1946. O TKB-408 foi submetido a um conjunto de testes oficiais realizados em 1946 para selecionar um fuzil de assalto para o Exército Vermelho. A comissão do Exército Soviético considerou insatisfatório, com os testes eventualmente selecionando o AK-47 de Mikhail Kalashnikov.

## Características
O TKB-408 é operado a gás, com ação de culatra travada, com um ferrolho basculante verticalmente para travar o cano. Pode ser disparado em modo semiautomático ou automático. Sua alavanca de manejo está localizada no lado esquerdo da arma, acima do guarda-mão de madeira, sendo não recíproco. O seletor de modo de disparo está localizado no lado esquerdo da caixa da culatra, acima do punho de pistola. Um interruptor de segurança separado está localizado dentro do guarda-mato, na frente do gatilho. O projeto não incorpora provisões para disparar do ombro esquerdo. A janela de ejeção está localizada no lado direito da arma, acima do carregador.

## Calibre
O TKB-408 tem câmara para o cartucho intermediário soviético 7,62×39mm M43 e tem um comprimento total de 790 mm. Utilizava carregadores próprios, feitos de chapa de aço, com capacidade para 30 cartuchos cada, com uma projeção que entrava na trava do carregador, localizada atrás do punho de pistola. O Korobov era feito principalmente de aço estampado, com coronha e guarda-mão de madeira.

## Na cultura popular
No cancelado RPG eletrônico pós-apocalíptico Nuclear Union, o protagonista é mostrado carregando o TKB-408. De acordo com a tradição do jogo, o Korobov foi revivido quando gangues contra-revolucionárias encontraram a documentação e a arma começou a aparecer nas regiões de Riazã e Tambov; as deficiências da arma foram corrigidas com ela sendo referida como "Objeto 93" (Ob'yekt 93) em referência ao ano em que seus esquemas foram descobertos.